# W Series 2022
Navigation
2021
La W Series 2022 est la dernière saison des W Series, un championnat automobile de Formule Régionale réservé aux femmes, qui court en soutien du Championnat du monde de Formule 1 2022.
Jamie Chadwick est la championne en titre après avoir remporté son deuxième titre en 2021 

## Participantes
Les pilotes et équipes suivantes constituent la grille actuelle de la saison 2022 des W Series. Toutes les équipes utilisent des pneumatiques Hankook et utilisent deux voitures Tatuus-Alfa Romeo F.3 T-318 mécaniquement identiques, sauf lors des courses à Barcelone et à Suzuka qui utiliseront des Tatuus-Toyota FT-60 prêté par les organisateurs des Toyota Racing Series, Toyota Gazoo Racing New Zealand. Toutes les voitures sont opérées par Fine Moments.
| Team                                     | N° | Pilotes           | Courses |
| ---------------------------------------- | -- | ----------------- | ------- |
| Sirin Racing                             | 4  | Emely de Heus     | Toutes  |
| Sirin Racing                             | 95 | Beitske Visser    | Toutes  |
| CortDAO W Series Team                    | 5  | Fabienne Wohlwend | Toutes  |
| CortDAO W Series Team                    | 19 | Marta García      | Toutes  |
| Puma W Series Team                       | 7  | Emma Kimiläinen   | Toutes  |
| Puma W Series Team                       | 17 | Ayla Ågren        | 7       |
| Puma W Series Team                       | 63 | Tereza Bábíčková  | 1–6     |
| Jenner Racing                            | 8  | Chloe Chambers    | Toutes  |
| Jenner Racing                            | 55 | Jamie Chadwick    | Toutes  |
| W Series Academy                         | 9  | Bianca Bustamante | Toutes  |
| W Series Academy                         | 10 | Juju Noda         | Toutes  |
| Click2Drive Bristol Street Motors Racing | 21 | Jessica Hawkins   | Toutes  |
| Click2Drive Bristol Street Motors Racing | 27 | Alice Powell      | Toutes  |
| Quantfury W Series Team                  | 22 | Belén García      | Toutes  |
| Quantfury W Series Team                  | 32 | Nerea Martí       | Toutes  |
| Scuderia W                               | 26 | Sarah Moore       | Toutes  |
| Scuderia W                               | 44 | Abbie Eaton       | Toutes  |
| Racing X                                 | 49 | Abbi Pulling      | Toutes  |
| Racing X                                 | 97 | Bruna Tomaselli   | Toutes  |

Pilote de réserve
| No. | Pilote     |
| --- | ---------- |
| 17  | Ayla Ågren |

## Calendrier et résultats
| Round    | Circuit                          | Date       | Pole Position                                  | Meilleur Tour                                  | Vainqueure                                     | Équipe Gagnante                                |
| -------- | -------------------------------- | ---------- | ---------------------------------------------- | ---------------------------------------------- | ---------------------------------------------- | ---------------------------------------------- |
| 1        | Autodrome International de Miami | 7 mai      | Nerea Martí                                    | Emma Kimiläinen                                | Jamie Chadwick                                 | Jenner Racing                                  |
| 2        | Autodrome International de Miami | 8 mai      | Jamie Chadwick                                 | Abbi Pulling                                   | Jamie Chadwick                                 | Jenner Racing                                  |
| 3        | Circuit de Barcelona-Catalunya   | 21 mai     | Jamie Chadwick                                 | Jamie Chadwick                                 | Jamie Chadwick                                 | Jenner Racing                                  |
| 4        | Circuit de Silverstone           | 3 juillet  | Jamie Chadwick                                 | Abbi Pulling                                   | Jamie Chadwick                                 | Jenner Racing                                  |
| 5        | Circuit Paul Ricard              | 24 juillet | Beitske Visser                                 | Jamie Chadwick                                 | Jamie Chadwick                                 | Jenner Racing                                  |
| 6        | Hungaroring                      | 31 juillet | Alice Powell                                   | Jamie Chadwick                                 | Alice Powell                                   | Click2Drive Bristol Street Motors Racing       |
| 7        | Circuit urbain de Singapour      | 2 octobre  | Marta García                                   | Alice Powell                                   | Beitske Visser                                 | Sirin Racing                                   |
| 8        | Circuit des Amériques            | 22 octobre | Manches annulées pour des raisons budgétaires. | Manches annulées pour des raisons budgétaires. | Manches annulées pour des raisons budgétaires. | Manches annulées pour des raisons budgétaires. |
| 9        | Autódromo Hermanos Rodríguez     | 29 octobre | Manches annulées pour des raisons budgétaires. | Manches annulées pour des raisons budgétaires. | Manches annulées pour des raisons budgétaires. | Manches annulées pour des raisons budgétaires. |
| 10       | Autódromo Hermanos Rodríguez     | 30 octobre | Manches annulées pour des raisons budgétaires. | Manches annulées pour des raisons budgétaires. | Manches annulées pour des raisons budgétaires. | Manches annulées pour des raisons budgétaires. |
| Source,: |                                  |            |                                                |                                                |                                                |                                                |

## Classement

### Attribution des points
Les points sont attribués aux dix premières pilotes classées comme suit :
| Position | 1er | 2e | 3e | 4e | 5e | 6e | 7e | 8e | 9e | 10e |
| Points   | 25  | 18 | 15 | 12 | 10 | 8  | 6  | 4  | 2  | 1   |

### Classement des pilotes
| Pos. | Pilote            | MIA  | MIA  | ESP  | GBR | FRA  | HON  | SIN  | Pts |
| ---- | ----------------- | ---- | ---- | ---- | --- | ---- | ---- | ---- | --- |
| 1    | Jamie Chadwick    | 1    | 1    | 1    | 1   | 1    | 2    | Abd. | 143 |
| 2    | Beitske Visser    | 3    | 7    | 5    | 5   | 4    | 3    | 1    | 93  |
| 3    | Alice Powell      | Abd. | 2    | 3    | 14  | 5    | 1    | 2    | 86  |
| 4    | Abbi Pulling      | 4    | 6    | 2    | 3   | 9    | 5    | 6    | 73  |
| 5    | Belén García      | 7    | 4    | 7    | 8   | 2    | 13   | 4    | 58  |
| 6    | Marta García      | 11   | 9    | 6    | 18  | 6    | 4    | 3    | 45  |
| 7    | Nerea Martí       | 6    | 3    | 8    | 9   | 3    | 12   | 12   | 44  |
| 8    | Emma Kimiläinen   | 15   | 5    | 4    | 2   | 12   | Abd. | 9    | 42  |
| 9    | Jessica Hawkins   | 2    | Abd. | 11   | 6   | 10   | 14   | 5    | 37  |
| 10   | Fabienne Wohlwend | Abd. | 11   | 9    | 4   | 7    | 6    | 8    | 32  |
| 11   | Sarah Moore       | 8    | 8    | 10   | 10  | 8    | 7    | 7    | 26  |
| 12   | Bruna Tomaselli   | 5    | 17   | 12   | 11  | 11   | 10   | 14   | 11  |
| 13   | Abbie Eaton       | Abd. | 13   | 16   | 7   | Abd. | 8    | 10   | 11  |
| 14   | Juju Noda         | 12   | 15   | 13   | 16  | 13   | 9    | Abd. | 2   |
| 15   | Bianca Bustamante | 9    | 14   | 15   | 17  | 15   | Abd. | 15   | 2   |
| 16   | Chloe Chambers    | 14   | 10   | Abd. | 13  | Abd. | 11   | 11   | 1   |
| 17   | Emely de Heus     | 10   | 12   | 14   | 15  | 16   | 16   | 13   | 1   |
| 18   | Tereza Bábíčková  | 13   | 16   | 17   | 12  | 14   | 15   |      | 0   |
| 19   | Ayla Ågren        |      |      |      |     |      |      | 16   | 0   |